# Мірза-Ахмедов Мансур Зіяйович
Мансур Зіяйович Мірза-Ахмедов (13 січня 1909, місто Туркестан Сирдар'їнської області, тепер Казахстан — 3 травня 1971, місто Ташкент, тепер Узбекистан) — радянський державний діяч, голова Ради міністрів Узбецької РСР, 1-й секретар Андижанського обласного комітету КП Узбекистану. Депутат Верховної ради Узбецької РСР. Депутат Верховної ради СРСР 2—5-го скликань.

## Життєпис
Народився в родині бідного кустаря. З 1919 року допомагав батькові в майстерні. З 1922 по 1926 рік навчався в школі І ступеня міста Туркестану, в 1926 році вступив до комсомолу, обирався секретарем осередку комсомолу при школі імені Калініна.
З 1926 по 1929 рік — учень школи фабрично-заводського учнівства Середньоазійського заготбавовнотресту в Ташкенті. Обирався секретарем шкільного осередку комсомолу, членом бюро Сталінського районного і Ташкентського окружного комітетів ЛКСМ Узбекистану.
У 1929—1930 роках — інструктор, викладач, заступник директора школи фабрично-заводського учнівства Середньоазійського заготбавовнотресту в місті Ташкенті.
Член ВКП(б) з 1930 року.
У 1930—1931 роках — секретар Сталінської районної ради профспілок у місті Ташкенті.
У 1931—1934 роках — завідувач культурно-пропагандистського і агітаційно-масового відділу Сталінського районного комітету КП(б) Узбекистану в Ташкенті.
У 1934—1937 роках — 1-й секретар Сталінського районного комітету КП(б) Узбекистану міста Ташкента. Одночасно був секретарем партійного комітету будівництва Ташкентського текстильного комбінату імені Сталіна та відповідальним редактором багатотиражної газети «Голос сталінця».
Без відриву від роботи навчався у Вечірньому інституті марксизму-ленінізму в Ташкенті.
У 1937—1938 роках — директор санаторію «Узбекистан» в місті Ялта Кримської АРСР.
У 1938—1940 роках — директор Ташкентської кіностудії художніх фільмів.
У 1940—1941 роках — секретар Ташкентського міського комітету КП(б) Узбекистану з кадрів.
12 червня 1941 — 3 вересня 1943 року — секретар ЦК КП(б) Узбекистану із промисловості.
Одночасно із 1943 року очолював Узбецький республіканський комітет із надання допомоги військовим госпіталям.
3 вересня 1943 — січень 1949 року — секретар ЦК КП(б) Узбекистану із кадрів.
У 1949 році закінчив заочно Вищу партійну школу при ЦК ВКП(б).
У січні 1949 — січні 1956 року — 1-й секретар Андижанського обласного комітету КП Узбекистану.
З січня 1956 року — заступник голови Ради міністрів Узбецької РСР. У 1956 — 30 грудня 1957 року — 1-й заступник голови Ради міністрів Узбецької РСР.
30 грудня 1957 — 16 березня 1959 року — голова Ради міністрів Узбецької РСР.
У березні 1959 — 1961 року — 1-й заступник міністра сільського господарства Узбецької РСР.
1 червня 1961 — липень 1966 року — міністр комунального господарства Узбецької РСР.
У липні 1966 — 3 травня 1971 року — заступник голови Ради міністрів Узбецької РСР.
Помер 3 травня 1971 року. Похований в Ташкенті на Читагайському цвинтарі.

## Нагороди
- три ордени Леніна
- орден Вітчизняної війни І ст. (1945)
- два ордени Трудового Червоного Прапора
- медаль «За оборону Кавказу»
- медалі